# Qira'at
Nell'Islam il termine qirāʼa (plurale qirāʼāt ; in arabo قراءات‎?) si riferisce ai modi o alle mode in cui viene recitato il Corano, il libro sacro dell'Islam. Più tecnicamente, il termine designa le diverse forme linguistiche, lessicali, fonetiche, morfologiche e sintattiche consentite nella recitazione del Corano. Le differenze tra qira'at includono regole variabili riguardanti il prolungamento, l'intonazione e la pronuncia delle parole, ma anche differenze nelle occlusive, vocali, consonanti (che portano a diversi pronomi e forme verbali), parole intere [Note 4] e persino significati diversi. Tuttavia, le variazioni non modificano il messaggio generale o i significati dottrinali del Corano, poiché le differenze sono spesso sottili e contestualmente equivalenti.  Il termine qiraʼat si riferisce anche al ramo degli studi islamici che si occupa di queste modalità di recitazione.